# Zemiansky Vrbovok
Zemiansky Vrbovok – wieś (obec) na Słowacji położona w kraju bańskobystrzyckim, w powiecie Krupina. Pierwsze wzmianki o miejscowości pochodzą z roku 1285.
Według danych z dnia 31 grudnia 2012, wieś zamieszkiwało 97 osób, w tym 52 kobiety i 45 mężczyzn.
W 2001 roku pod względem narodowości i przynależności etnicznej miejscowość zamieszkiwali wyłącznie Słowacy.
Ze względu na wyznawaną religię struktura mieszkańców kształtowała się w 2001 roku następująco:
- Katolicy rzymscy – 47,86%
- Grekokatolicy – 0,85%
- Ewangelicy – 49,57%
- Ateiści – 1,71%